# Begrænset hæftelse
|  | Sammenskrivningsforslag Artiklen Begrænset hæftelse er foreslået føjet ind i Hæftelse. (Siden juli 2014) Diskutér forslaget |

Begrænset hæftelse vil sige, at man kun hæfter med det man selv indskyder i et aktie- eller anpartsselskab, jf. selskabsloven § 1, stk. 2.

## Reference
1. ↑  selskabsloven på retsinformation.dk